# Liste des camps satellites de Dachau
Il y a ci-dessous la liste des sous-camps du complexe de Dachau des camps de concentration nazis .